# Deranged - Il folle
Deranged - Il folle (Deranged) è un film del 1974 diretto da Jeff Gillen ed Alan Ormsby basato sulle gesta del serial killer Ed Gein che ha ispirato film come Psyco, Non aprite quella porta e Il silenzio degli innocenti.

## Trama
Ezra Cobb, detto "il Macellaio di Woodsideun", è un contadino mentalmente disturbato dalla morte della madre: esso inizia a profanare i cadaveri di un cimitero e a parlarci come se fossero vivi. Ma ciò non gli basterà ed inizia anche a torturare ed uccidere giovani donne innocenti: questo suo disgustoso vizio lo porterà ad uccidere una ragazza di troppo e verrà arrestato dalla polizia.

## Produzione
Il produttore Tom Karr, interessato alla storia di Ed Gein da bambino, finanziò il film con 200000 $. Le riprese avvennero tra febbraio e marzo 1973.

### Cast
Harvey Keitel fu proposto inizialmente per il ruolo di Ezra Cobb, assegnato poi a Roberts Blossom. Cosette Lee interpretò l'anziana madre di Ezra, nonostante avesse solo 14 anni più di Blossom.
Lo sceneggiatore Alan Ormsby fa un cameo: è l'immagine dell'ultimo marito di Maureen Selby.

## Distribuzione
Deranged - Il folle ebbe la sua prima a Los Angeles, California, il 20 marzo 1974.

### Censura
Per ottenere un visto censura con certificazione "R" dalla Motion Picture Association of America (MPAA), si rese necessario il taglio di molte scene. Tra le scene eliminate anche la lunga sequenza dell'omicidio di Mary, e la scena della dissezione di un cadavere da parte di Ezra.